# Liga Panameña de Fútbol Clausura 2018
La Liga Panameña de Fútbol Torneo Clausura 2018, oficialmente por motivo de patrocinio Liga Cable Onda LPF Clausura 2018 fue la XLVIII edición del torneo de la Liga Panameña de Fútbol siendo el final de la temporada 2017-18. El Campeón del torneo fue el Club Atlético Independiente y clasificó a la Liga Concacaf 2018 o la Liga de Campeones de la Concacaf 2019.

## Sistema de Competición
Como en temporadas precedentes, consta de un grupo único integrado por 10 clubes de toda la geografía Panameña. Siguiendo un sistema de liga, los 10 equipos se enfrentaran todos contra todos en dos ocasiones —una en campo propio y otra en campo contrario— sumando un total de 18 jornadas. El orden de los encuentros se decidirá por sorteo antes de empezar la competición.

### Fase Final
Los 4 primeros clubes calificados para esta Fase del torneo serán re-ubicados de acuerdo con el lugar que ocupen en la tabla al término de la jornada 18, con el puesto del número #1 al Club mejor clasificado, y así hasta el número # 4. Los partidos en esta Fase se desarrollarán a visita reciproca (ida y vuelta) en las semifinales, en cuanto la final será a partido único.
Los Clubes vencedores en los partidos de Semifinal serán aquellos que en los dos juegos anote el mayor número de goles. De existir empate en el número de goles anotados, la posición se definirá a favor del Club con mayor cantidad de goles a favor cuando actué como visitante; si una vez aplicado el criterio anterior los Clubes siguieran empatados, se definirá por la tanda del punto penal.
El Club vencedor de la Final y por lo tanto Campeón, será aquel que en el partido anote el mayor número de goles. Si al término del tiempo reglamentario el partido está empatado, se agregarán dos tiempos extras de 15 minutos cada uno. De persistir el empate en estos periodos, se procederá a lanzar tiros penales hasta que resulte un vencedor.

### Clasificación para competencias internacionales
La CONCACAF otorga a la Liga Panameña de Fútbol tres plazas de clasificación para las competencias continentales de la temporada 2018-19, que se distribuirán de la siguiente forma:
- Panamá 1 (PAN 1): Clasificado directamente a disputar la Liga de Campeones.
- Panamá 2 (PAN 2) y Panamá 3 (PAN 3): Clasificados a la Liga CONCACAF.

### Derechos televisivos
Los partidos de la Liga Panameña de Fútbol son transmitidos por Tv abierta por las plataformas RPC TV y TVMax. En televisión paga o televisión por cable es transmitido por Cable Onda Sports.
De esta forma son transmitidos cuatro de los cinco partidos por jornada de la Liga.

## Equipos Participantes

### Equipos por Provincia
| № | Provincia     | Equipos                                                          |
| - | ------------- | ---------------------------------------------------------------- |
| 5 | Ciudad Panamá | Alianza FC, Chorrillo FC, CD Plaza Amador, Tauro FC, Sporting SM |
| 3 | Panamá Oeste  | Club Atlético Independiente, San Francisco F.C., Santa Gema F.C. |
| 1 | Colón         | Deportivo Árabe Unido                                            |
| 1 | Veraguas      | S.D. Atlético Veragüense                                         |

### Información de los equipos
| Equipo                      | Ciudad           | Entrenador          | Fundación                          | Estadio                      | Capacidad | Proovedor |
| --------------------------- | ---------------- | ------------------- | ---------------------------------- | ---------------------------- | --------- | --------- |
| Alianza FC                  | Panamá           | Jair Palacios       | 02 de marzo de 1963 (62 años)      | Luis Ernesto Cascarita Tapia | 900       | Keuka     |
| Chorrillo FC                | Panamá           | Oscar Upegui        | 14 de febrero de 1974 (51 años)    | Maracaná                     | 5 500     | Lotto     |
| Club Atlético Independiente | La Chorrera      | Donaldo González    | 1982 (43 años)                     | Agustín Muquita Sánchez      | 3 000     | Everlast  |
| CD Plaza Amador             | Panamá           | Juan Carlos García  | 19 de abril de 1955 (69 años)      | Maracaná                     | 5 500     | Umbro     |
| Deportivo Árabe Unido       | Ciudad de Colón  | Carlos Ruíz         | 28 de abril de 1994 (30 años)      | Armando Dely Valdés          | 1 221     | Kelme     |
| San Francisco FC            | La Chorrera      | Andrés Domínguez    | 29 de septiembre de 1971 (53 años) | Agustín Muquita Sánchez      | 3 000     | Puma      |
| Santa Gema FC               | Arraiján         | José Anthony Torres | 12 de marzo de 1983 (42 años)      | Agustín Muquita Sánchez      | 3 000     | Kelme     |
| SD Atlético Veragüense      | Veraguas         | Javier Reales       | 2003 (22 años)                     | Los Milagros                 | 1 000     | Keuka     |
| Sporting San Miguelito      | San Miguelito    | Noel Gutiérrez      | 14 de febrero de 1989 (36 años)    | Luis Ernesto Cascarita Tapia | 900       | Keuka     |
| Tauro FC                    | Ciudad de Panamá | Sergio Angulo       | 25 de septiembre de 1984 (40 años) | Rommel Fernández Gutiérrez   | 32 000    | Patrick   |

### Cambios de entrenadores
| Equipo                 | Entrenador (jornadas)                                     |
| ---------------------- | --------------------------------------------------------- |
| Sporting San Miguelito | Víctor René Mendieta (1-5) Noel Gutiérrez (6-)            |
| SD Atlético Veragüense | Marcos Pimentel (1-11) Javier Reales (12-)                |
| Chorrillo FC           | Richard Parra (1-11) Yahir Medina(12)* Oscar Upegui (13-) |
| Tauro FC               | Rolando Palma (1-12) Sergio Angulo (13-)                  |

(*) Entrenador interino.

## Calendario

### Jornadas Ida
| Jornada 1              | Jornada 1 | Jornada 1           | Jornada 1                    | Jornada 1   | Jornada 1 | Jornada 1 |
| Local                  | Resultado | Visitante           | Estadio                      | Fecha       | Hora      | TV        |
| ---------------------- | --------- | ------------------- | ---------------------------- | ----------- | --------- | --------- |
| Deportivo Árabe Unido  | 2 - 0     | Atlético Veragüense | Armando Dely Valdés          | 12 de enero | 20:00     |           |
| Santa Gema FC          | 1 - 1     | Sporting SM         | Agustín Muquita Sánchez      | 13 de enero | 16:00     |           |
| Alianza FC             | 2-1       | San Francisco FC    | Luis Ernesto Cascarita Tapia | 13 de enero | 18:00     |           |
| Chorrillo FC           | 1-0       | CD Plaza Amador     | Maracaná de Panamá           | 13 de enero | 18:00     | RPC       |
| Atlético Independiente | 0 -0      | Tauro FC            | Agustín Muquita Sánchez      | 14 de enero | 16:00     |           |

| Jornada 2              | Jornada 2 | Jornada 2             | Jornada 2                    | Jornada 2   | Jornada 2 | Jornada 2 |
| Local                  | Resultado | Visitante             | Estadio                      | Fecha       | Hora      | TV        |
| ---------------------- | --------- | --------------------- | ---------------------------- | ----------- | --------- | --------- |
| San Francisco FC       | 0-0       | Chorrillo FC          | Agustín Muquita Sánchez      | 19 de enero | 21:00     |           |
| Atlético Veragüense    | 0-2       | Alianza FC            | San José de Sona             | 20 de enero | 16:00     |           |
| Sporting SM            | 1-2       | Deportivo Árabe Unido | Luis Ernesto Cascarita Tapia | 20 de enero | 18:00     |           |
| CD Plaza Amador        | 0-0       | Tauro FC              | Maracaná de Panamá           | 20 de enero | 18:00     | RPC       |
| Atlético Independiente | 1-0       | Santa Gema FC         | Agustín Muquita Sánchez      | 20 de enero | 19:00     |           |

| Jornada 3             | Jornada 3 | Jornada 3              | Jornada 3                    | Jornada 3   | Jornada 3 | Jornada 3 |
| Local                 | Resultado | Visitante              | Estadio                      | Fecha       | Hora      | TV        |
| --------------------- | --------- | ---------------------- | ---------------------------- | ----------- | --------- | --------- |
| Deportivo Árabe Unido | 2-0       | Atlético Independiente | Armando Dely Valdés          | 23 de enero | 20:00     |           |
| Chorrillo FC          | 1-0       | Atlético Veragüense    | Maracaná de Panamá           | 23 de enero | 20:00     |           |
| San Francisco FC      | 1-2       | CD Plaza Amador        | Agustín Muquita Sánchez      | 23 de enero | 20:00     |           |
| Alianza FC            | 2-2       | Sporting SM            | Luis Ernesto Cascarita Tapia | 24 de enero | 20:00     |           |
| Santa Gema FC         | 1-3       | Tauro FC               | Agustín Muquita Sánchez      | 24 de enero | 20:00     |           |

| Jornada 4              | Jornada 4 | Jornada 4             | Jornada 4                    | Jornada 4   | Jornada 4 | Jornada 4 |
| Local                  | Resultado | Visitante             | Estadio                      | Fecha       | Hora      | TV        |
| ---------------------- | --------- | --------------------- | ---------------------------- | ----------- | --------- | --------- |
| CD Plaza Amador        | 1-1       | Santa Gema FC         | Maracaná de Panamá           | 27 de enero | 18:00     | TvMax     |
| Tauro FC               | 0-0       | Deportivo Árabe Unido | Rommel Fernández             | 27 de enero | 19:00     | COSFC     |
| Atlético Independiente | 2-2       | Alianza FC            | Agustín Muquita Sánchez      | 27 de enero | 20:00     |           |
| Atlético Veragüense    | 0-0       | San Francisco FC      | Los Milagros                 | 27 de enero | 20:00     |           |
| Sporting SM            | 2-2       | Chorrillo FC          | Luis Ernesto Cascarita Tapia | 28 de enero | 17:00     |           |

| Jornada 5             | Jornada 5 | Jornada 5              | Jornada 5                    | Jornada 5    | Jornada 5 | Jornada 5 |
| Local                 | Resultado | Visitante              | Estadio                      | Fecha        | Hora      | TV        |
| --------------------- | --------- | ---------------------- | ---------------------------- | ------------ | --------- | --------- |
| Deportivo Árabe Unido | 0-0       | Santa Gema FC          | Armando Dely Valdés          | 2 de febrero | 20:00     |           |
| San Francisco FC      | 2-2       | Sporting San Miguelito | Agustín Muquita Sánchez      | 2 de febrero | 21:00     |           |
| Atlético Veragüense   | 1-0       | CD Plaza Amador        | Los Milagros                 | 3 de febrero | 16:00     |           |
| Alianza FC            | 3-0       | Tauro                  | Luis Ernesto Cascarita Tapia | 3 de febrero | 18:00     | RPC       |
| Chorrillo FC          | 1-2       | Atlético Independiente | Maracaná de Panamá           | 3 de febrero | 18:00     | TvMax     |

| Jornada 6              | Jornada 6 | Jornada 6             | Jornada 6                    | Jornada 6    | Jornada 6 | Jornada 6 |
| Local                  | Resultado | Visitante             | Estadio                      | Fecha        | Hora      | TV        |
| ---------------------- | --------- | --------------------- | ---------------------------- | ------------ | --------- | --------- |
| Alianza FC             | 0-2       | Deportivo Árabe Unido | Luis Ernesto Cascarita Tapia | 7 de febrero | 20:00     | COSFC     |
| Atlético Independiente | 5-2       | Atlético Veragüense   | Agustín Muquita Sánchez      | 7 de febrero | 20:00     |           |
| Chorrillo FC           | 1-0       | Santa Gema FC         | Maracaná de Panamá           | 8 de febrero | 20:00     |           |
| San Francisco FC       | 1-1       | Tauro FC              | Agustín Muquita Sánchez      | 8 de febrero | 20:00     |           |
| Sporting San Miguelito | 3-2       | CD Plaza Amador       | Luis Ernesto Cascarita Tapia | 8 de febrero | 20:00     |           |

| Jornada 7              | Jornada 7 | Jornada 7             | Jornada 7                    | Jornada 7     | Jornada 7 | Jornada 7 |
| Local                  | Resultado | Visitante             | Estadio                      | Fecha         | Hora      | TV        |
| ---------------------- | --------- | --------------------- | ---------------------------- | ------------- | --------- | --------- |
| Santa Gema FC          | 0-0       | Alianza FC            | Agustín Muquita Sánchez      | 16 de febrero | 20:00     |           |
| CD Plaza Amador        | 1-2       | Deportivo Árabe Unido | Maracaná de Panamá           | 17 de febrero | 18:00     | TvMax     |
| Atlético Independiente | 0-1       | San Francisco FC      | Agustín Muquita Sánchez      | 17 de febrero | 19:00     |           |
| Tauro FC               | 2-1       | Chorrillo FC          | Rommel Fernández Gutiérrez   | 17 de febrero | 20:00     | RPC       |
| Sporting San Miguelito | 1-0       | Atlético Veragüense   | Luis Ernesto Cascarita Tapia | 18 de febrero | 17:00     |           |

| Jornada 8              | Jornada 8 | Jornada 8              | Jornada 8                  | Jornada 8     | Jornada 8 | Jornada 8 |
| Local                  | Resultado | Visitante              | Estadio                    | Fecha         | Hora      | TV        |
| ---------------------- | --------- | ---------------------- | -------------------------- | ------------- | --------- | --------- |
| CD Plaza Amador        | 1-0       | Alianza FC             | Maracaná de Panamá         | 20 de febrero | 20:00     | COSFC     |
| Santa Gema FC          | 0-1       | San Francisco FC       | Agustín Muquita Sánchez    | 20 de febrero | 20:00     |           |
| Deportivo Árabe Unido  | 1-2       | Chorrillo FC           | Armando Dely Valdés        | 20 de febrero | 20:00     |           |
| Atlético Independiente | 3-2       | Sporting San Miguelito | Agustín Muquita Sánchez    | 22 de febrero | 20:00     |           |
| Tauro FC               | 2-1       | Atlético Veragüense    | Rommel Fernández Gutiérrez | 10 de abril   | 20:00     |           |

| Jornada 9              | Jornada 9 | Jornada 9              | Jornada 9                    | Jornada 9     | Jornada 9 | Jornada 9 |
| Local                  | Resultado | Visitante              | Estadio                      | Fecha         | Hora      | TV        |
| ---------------------- | --------- | ---------------------- | ---------------------------- | ------------- | --------- | --------- |
| San Francisco FC       | 2-0       | Deportivo Árabe Unido  | Agustín Muquita Sánchez      | 24 de febrero | 18:00     |           |
| Chorrillo FC           | 2-2       | Alianza FC             | Maracaná                     | 24 de febrero | 18:00     |           |
| Atlético Veragüense    | 2-2       | Santa Gema FC          | Los Milagros                 | 24 de febrero | 19:00     |           |
| Sporting San Miguelito | 3-2       | Tauro FC               | Luis Ernesto Cascarita Tapia | 25 de febrero | 17:00     | TvMax     |
| CD Plaza Amador        | 2-0       | Atlético Independiente | Maracaná de Panamá           | 25 de febrero | 17:00     | RPC       |

### Jornadas Vuelta
| Jornada 10             | Jornada 10 | Jornada 10             | Jornada 10                   | Jornada 10 | Jornada 10 | Jornada 10 |
| Local                  | Resultado  | Visitante              | Estadio                      | Fecha      | Hora       | TV         |
| ---------------------- | ---------- | ---------------------- | ---------------------------- | ---------- | ---------- | ---------- |
| San Francisco FC       | 0-0        | Alianza FC             | Agustín Muquita Sánchez      | 2 de marzo | 21:00      |            |
| Atlético Veragüense    | 1-4        | Deportivo Árabe Unido  | Los Milagros                 | 3 de marzo | 16:00      |            |
| CD Plaza Amador        | 2-1        | Chorrillo FC           | Maracaná de Panamá           | 3 de marzo | 18:00      | TvMax      |
| Sporting San Miguelito | 2-1        | Santa Gema FC          | Luis Ernesto Cascarita Tapia | 3 de marzo | 18:00      |            |
| Tauro FC               | 3-3        | Atlético Independiente | Rommel Fernández Gutiérrez   | 3 de marzo | 18:00      |            |

| Jornada 11            | Jornada 11 | Jornada 11             | Jornada 11                     | Jornada 11  | Jornada 11 | Jornada 11 |
| Local                 | Resultado  | Visitante              | Estadio                        | Fecha       | Hora       | TV         |
| --------------------- | ---------- | ---------------------- | ------------------------------ | ----------- | ---------- | ---------- |
| Santa Gema FC         | 0-0        | Atlético Independiente | Agustín ´Muquita´ Sánchez      | 9 de marzo  | 20:00      |            |
| Deportivo Árabe Unido | 1-1        | Sporting San Miguelito | Armando Dely Valdés            | 9 de marzo  | 20:00      |            |
| Alianza FC            | 3-0        | Atlético Veragüense    | Luis Ernesto ´Cascarita´ Tapia | 10 de marzo | 18:00      |            |
| Tauro FC              | 2-1        | CD Plaza Amador        | Rommel Fernández Gutiérrez     | 10 de marzo | 19:00      | TvMax      |
| Chorrillo FC          | 0-0        | San Francisco FC       | Maracaná de Panamá             | 11 de marzo | 17:00      | RPC        |

| Jornada 12             | Jornada 12 | Jornada 12            | Jornada 12                     | Jornada 12  | Jornada 12 | Jornada 12 |
| Local                  | Resultado  | Visitante             | Estadio                        | Fecha       | Hora       | TV         |
| ---------------------- | ---------- | --------------------- | ------------------------------ | ----------- | ---------- | ---------- |
| Atlético Independiente | 3-1        | Deportivo Árabe Unido | Agustín ´Muquita´ Sánchez      | 16 de marzo | 21:00      | RPC        |
| CD Plaza Amador        | 1-2        | San Francisco FC      | Maracaná de Panamá             | 17 de enero | 18:00      |            |
| Atlético Veragüense    | 1-0        | Chorrillo FC          | Los Milagros                   | 17 de enero | 18:00      | TvMax      |
| Tauro FC               | 0-1        | Santa Gema FC         | Rommel Fernández Gutiérrez     | 17 de enero | 19:00      |            |
| Sporting San Miguelito | 0-2        | Alianza FC            | Luis Ernesto ´Cascarita´ Tapia | 18 de marzo | 17:00      | COS        |

| Jornada 13            | Jornada 13 | Jornada 13             | Jornada 13                     | Jornada 13  | Jornada 13 | Jornada 13 |
| Local                 | Resultado  | Visitante              | Estadio                        | Fecha       | Hora       | TV         |
| --------------------- | ---------- | ---------------------- | ------------------------------ | ----------- | ---------- | ---------- |
| Deportivo Árabe Unido | 3-2        | Tauro FC               | Armando Dely Valdés            | 23 de marzo | 20:00      | COS        |
| San Francisco FC      | 3-0        | Atlético Veragüense    | Agustín Muquita Sánchez        | 23 de marzo | 21:00      |            |
| Alianza FC            | 1-0        | Atlético Independiente | Luis Ernesto ´Cascarita´ Tapia | 24 de marzo | 18:00      |            |
| Chorrillo FC          | 0-0        | Sporting San Miguelito | Maracaná de Panamá             | 24 de marzo | 18:00      | RPC        |
| Santa Gema FC         | 1-0        | CD Plaza Amador        | Agustín Muquita Sánchez        | 24 de marzo | 18:00      |            |

| Jornada 14             | Jornada 14 | Jornada 14            | Jornada 14                     | Jornada 14  | Jornada 14 | Jornada 14 |
| Local                  | Resultado  | Visitante             | Estadio                        | Fecha       | Hora       | TV         |
| ---------------------- | ---------- | --------------------- | ------------------------------ | ----------- | ---------- | ---------- |
| CD Plaza Amador        | 2-1        | Atlético Veragüense   | Maracaná de Panamá             | 28 de marzo | 20:00      |            |
| Sporting San Miguelito | 0-1        | San Francisco FC      | Luis Ernesto ´Cascarita´ Tapia | 28 de marzo | 20:00      | COSFC      |
| Santa Gema FC          | 1-0        | Deportivo Árabe Unido | Agustín Muquita Sánchez        | 28 de marzo | 20:00      |            |
| Atlético Independiente | 3-0        | Chorrillo FC          | Agustín Muquita Sánchez        | 29 de marzo | 20:00      |            |
| Tauro FC               | 1-0        | Alianza FC            | Rommel Fernández Gutiérrez     | 29 de marzo | 20:00      | TVMAX      |

| Jornada 15            | Jornada 15 | Jornada 15             | Jornada 15                 | Jornada 15 | Jornada 15 | Jornada 15 |
| Local                 | Resultado  | Visitante              | Estadio                    | Fecha      | Hora       | TV         |
| --------------------- | ---------- | ---------------------- | -------------------------- | ---------- | ---------- | ---------- |
| Deportivo Árabe Unido | 1-0        | Alianza FC             | Armando Dely Valdés        | 6 de abril | 20:00      | TVMAX      |
| Santa Gema FC         | 1-1        | Chorrillo FC           | Agustín Muquita Sánchez    | 6 de abril | 20:00      |            |
| Tauro FC              | 2-1        | San Francisco FC       | Rommel Fernández Gutiérrez | 6 de abril | 20:00      | RPC        |
| CD Plaza Amador       | 1-2        | Sporting San Miguelito | Maracaná de Panamá         | 7 de abril | 18:00      |            |
| Atlético Veragüense   | 2-4        | Atlético Independiente | Los Milagros               | 7 de abril | 18:00      |            |

| Jornada 16            | Jornada 16 | Jornada 16             | Jornada 16                     | Jornada 16  | Jornada 16 | Jornada 16 |
| Local                 | Resultado  | Visitante              | Estadio                        | Fecha       | Hora       | TV         |
| --------------------- | ---------- | ---------------------- | ------------------------------ | ----------- | ---------- | ---------- |
| San Francisco FC      | 2-1        | Atlético Independiente | Agustín Muquita Sánchez        | 13 de abril | 21:00      | RPC        |
| Deportivo Árabe Unido | 0-0        | CD Plaza Amador        | Armando Dely Valdés            | 14 de abril | 17:00      | TVMAX      |
| Alianza FC            | 0-0        | Santa Gema FC          | Luis Ernesto ´Cascarita´ Tapia | 14 de abril | 18:00      |            |
| Chorrillo FC          | 0-0        | Tauro FC               | Maracaná de Panamá             | 14 de abril | 18:00      |            |
| Atlético Veragüense   | 0-0        | Sporting San Miguelito | Los Milagros                   | 14 de abril | 18:00      |            |

| Jornada 17             | Jornada 17 | Jornada 17             | Jornada 17                     | Jornada 17  | Jornada 17 | Jornada 17 |
| Local                  | Resultado  | Visitante              | Estadio                        | Fecha       | Hora       | TV         |
| ---------------------- | ---------- | ---------------------- | ------------------------------ | ----------- | ---------- | ---------- |
| Atlético Veragüense    | 2-2        | Tauro FC               | Los Milagros                   | 21 de abril | 20:00      |            |
| Alianza FC             | 2-0        | CD Plaza Amador        | Luis Ernesto ´Cascarita´ Tapia | 21 de abril | 20:00      | COSFC      |
| Chorrillo FC           | 1-1        | Deportivo Árabe Unido  | Maracaná de Panamá             | 21 de abril | 20:00      | TVMAX      |
| San Francisco FC       | 0-0        | Santa Gema FC          | Agustín Muquita Sánchez        | 21 de abril | 20:00      | RPC        |
| Sporting San Miguelito | 0-1        | Atlético Independiente | Luis Ernesto ´Cascarita´ Tapia | 21 de abril | 20:00      |            |

| Jornada 18             | Jornada 18 | Jornada 18             | Jornada 18                     | Jornada 18  | Jornada 18 | Jornada 18 |
| Local                  | Resultado  | Visitante              | Estadio                        | Fecha       | Hora       | TV         |
| ---------------------- | ---------- | ---------------------- | ------------------------------ | ----------- | ---------- | ---------- |
| Santa Gema FC          | 1-0        | Atlético Veragüense    | Agustín Muquita Sánchez        | 27 de abril | 20:00      | COSFC      |
| Alianza FC             | 0-1        | Chorrillo FC           | Luis Ernesto ´Cascarita´ Tapia | 28 de abril | 18:00      | RPC        |
| Deportivo Árabe Unido  | 1-1        | San Francisco FC       | Armando Dely Valdés            | 28 de abril | 18:00      |            |
| Atlético Independiente | 0-0        | CD Plaza Amador        | Maracaná de Panamá             | 28 de abril | 18:00      | TVMAX      |
| Tauro FC               | 3-0        | Sporting San Miguelito | Rommel Fernández Gutiérrez     | 28 de abril | 18:00      |            |

## Partidos Clásicos
Super Clásico Nacional-CD Plaza Amador VS Tauro FC
| 20 de enero | CD Plaza Amador | 0:0 | Tauro FC | Estadio Maracaná, Panamá |  |

| 10 de marzo | Tauro FC       | 2:1 (2:0) | CD Plaza Amador | Estadio Rommel Fernández Gutiérrez, Panamá |  |
|             | E. Small 2' 5' |           | A. Sánchez 79'  |                                            |  |

Derbi del Pueblo -Chorrillo FC VS CD Plaza Amador
| 13 de enero | Chorrillo FC  | 1:0 (0:0) | CD Plaza Amador | Estadio Maracaná, Panamá |  |
|             | S. Moreno 12' |           |                 |                          |  |

| 3 de marzo | CD Plaza Amador                  | 2:1 (1:1) | Chorrillo FC   | Estadio Maracaná, Panamá |  |
|            | E. Sinclair 29' · A. Sánchez 69' |           | L. Rojas 45+1' |                          |  |

Clasico de la Rivalidad -San Francisco FC VS Árabe Unido
| 24 de febrero | San Francisco FC              | 2:0 (1:0) | Deportivo Árabe Unido | Estadio Agustín Muquita Sánchez, La Chorrera |  |
|               | D. Pichón 39' · C. Zuñiga 56' |           |                       |                                              |  |

| 28 de abril | Deportivo Árabe Unido | 1:1 (0:0) | San Francisco FC | Estadio Armando Dely Valdés, Colón |  |
|             | Joseph Cox 66'        |           | C. Zúñiga 51'    |                                    |  |

Derbi del Oeste - Santa Gema FC VS San Francisco FC
| 20 de febrero | Santa Gema FC | 0:1 | San Francisco FC | Estadio Agustín Muquita Sánchez, La Chorrera |  |
|               |               |     | C. Zúñiga 24'    |                                              |  |

| 21 de abril | San Francisco FC | 0:0 | Santa Gema FC | Estadio Agustín Muquita Sánchez, La Chorrera |  |

Clasico Chorrerano -San Francisco FC VS Atlético Independiente
| 17 de febrero | Atlético Independiente | 0:1 (0:0) | San Francisco FC | Estadio Agustín Muquita Sánchez, La Chorrera |  |
|               |                        |           | C. Zúñiga 73'    |                                              |  |

| 13 de abril | San Francisco FC    | 2:1 (0:0) | Atlético Independiente | Estadio Agustín Muquita Sánchez, La Chorrera |  |
|             | F. Palacios 71' 75' |           | D. Uribe 87'           |                                              |  |

## Clasificación
| LPF Clausura 2018 | LPF Clausura 2018      | LPF Clausura 2018 | LPF Clausura 2018 | LPF Clausura 2018 | LPF Clausura 2018 | LPF Clausura 2018 | LPF Clausura 2018 | LPF Clausura 2018 | LPF Clausura 2018 |
| Equipo            | Equipo                 | PJ                | G                 | E                 | P                 | GF                | GC                | DIF               | Pts               |
| ----------------- | ---------------------- | ----------------- | ----------------- | ----------------- | ----------------- | ----------------- | ----------------- | ----------------- | ----------------- |
| 1                 | Árabe Unido            | 18                | 8                 | 6                 | 4                 | 23                | 16                | 7                 | 30                |
| 2                 | Atlético Independiente | 18                | 8                 | 5                 | 5                 | 28                | 21                | 7                 | 29                |
| 3                 | San Francisco FC       | 18                | 7                 | 8                 | 3                 | 19                | 12                | 7                 | 29                |
| 4                 | Tauro FC               | 18                | 7                 | 7                 | 4                 | 25                | 21                | 4                 | 28                |
| 5                 | Alianza FC             | 18                | 7                 | 6                 | 5                 | 21                | 13                | 8                 | 27                |
| 6                 | Chorrillo FC           | 18                | 5                 | 8                 | 5                 | 15                | 17                | -2                | 23                |
| 7                 | Sporting San Miguelito | 18                | 5                 | 7                 | 6                 | 22                | 26                | -4                | 22                |
| 8                 | Santa Gema FC          | 18                | 4                 | 9                 | 5                 | 11                | 13                | -2                | 21                |
| 9                 | CD Plaza Amador        | 18                | 5                 | 4                 | 9                 | 16                | 20                | -4                | 19                |
| 10                | Atlético Veragüense    | 18                | 2                 | 4                 | 12                | 13                | 34                | -21               | 10                |

- Pts=Puntos; PJ=Partidos jugados; G=Partidos ganados; E=Partidos empatados; P=Partidos perdidos; GF=Goles a favor; GC=Goles en contra; DIF=Diferencia de gol

|  | Clasificado a las semifinales. |

## Evolución de la clasificación
| Árabe Unido                                                     | 1  | 2  | 1  | 1  | 2  | 1  | 1  | 1   | 1   | 1   | 1   | 1   | 1   | 2   | 1  | 1  | 1  | 1  |
| Independiente                                                   | 6  | 3  | 6  | 6  | 4  | 3  | 3  | 2   | 3   | 3   | 4   | 3   | 4   | 4   | 2  | 3  | 2  | 2  |
| San Francisco                                                   | 8  | 8  | 8  | 8  | 9  | 8  | 7  | 6   | 5   | 6   | 6   | 4   | 3   | 1   | 3  | 2  | 3  | 3  |
| Archivo:600px 600px pentasection vertical Black White.svg Tauro | 7  | 5  | 4  | 4  | 5  | 6  | 6  | 7*  | 8*  | 8*  | 7*  | 8*  | 7*  | 6*  | 5  | 5  | 5  | 4  |
| Alianza                                                         | 2  | 1  | 2  | 2  | 1  | 2  | 2  | 4   | 4   | 5   | 2   | 2   | 2   | 3   | 4  | 4  | 4  | 5  |
| Chorrillo                                                       | 3  | 4  | 3  | 3  | 3  | 4  | 4  | 3   | 2   | 4   | 5   | 6   | 6   | 8   | 7  | 7  | 7  | 6  |
| Sporting SM                                                     | 4  | 6  | 7  | 7  | 7  | 5  | 5  | 5   | 6   | 2   | 3   | 5   | 5   | 5   | 6  | 6  | 6  | 7  |
| Santa Gema                                                      | 5  | 7  | 9  | 9  | 10 | 10 | 9  | 9   | 9   | 9   | 9   | 9   | 9   | 9   | 9  | 9  | 8  | 8  |
| Plaza Amador                                                    | 9  | 9  | 5  | 5  | 6  | 7  | 8  | 8   | 7   | 7   | 8   | 7   | 8   | 7   | 8  | 8  | 9  | 9  |
| Veragüense                                                      | 10 | 10 | 10 | 10 | 8  | 9  | 10 | 10* | 10* | 10* | 10* | 10* | 10* | 10* | 10 | 10 | 10 | 10 |
| Última actualización:22 de abril 2018                           |    |    |    |    |    |    |    |     |     |     |     |     |     |     |    |    |    |    |

## Resumen de Resultados
| Local\Visitante                                               | ALZ | DAU | ATV | CAI | CHO | PLA | SFR | SGE | SPO | Archivo:600px 600px pentasection vertical Black White.svg TAU |
| ALZ                                                           |     | 0-2 | 3-0 | 1-0 | 0-1 | 2-0 | 2-1 | 0-0 | 2-2 | 3-0                                                           |
| DAU                                                           | 1-0 |     | 2-0 | 2-0 | 1-2 | 0-0 | 1-1 | 0-0 | 1-1 | 3-2                                                           |
| ATV                                                           | 0-2 | 1-4 |     | 2-4 | 1-0 | 1-0 | 0-0 | 2-2 | 0-0 | 2-2                                                           |
| CAI                                                           | 0-0 | 3-1 | 5-2 |     | 3-0 | 0-0 | 0-1 | 1-0 | 3-2 | 0-0                                                           |
| CHO                                                           | 2-2 | 1-1 | 1-0 | 1-2 |     | 1-0 | 0-0 | 1-0 | 0-0 | 0-0                                                           |
| PLA                                                           | 1-0 | 1-2 | 2-1 | 2-0 | 2-1 |     | 1-2 | 1-1 | 1-2 | 0-0                                                           |
| SFR                                                           | 0-0 | 2-0 | 3-0 | 2-1 | 0-0 | 1-2 |     | 0-0 | 2-2 | 1-1                                                           |
| SGE                                                           | 0-0 | 1-0 | 1-0 | 0-0 | 1-1 | 1-0 | 0-1 |     | 1-1 | 1-3                                                           |
| SPO                                                           | 0-2 | 1-2 | 1-0 | 0-1 | 2-2 | 3-2 | 0-1 | 2-1 |     | 3-2                                                           |
| Archivo:600px 600px pentasection vertical Black White.svg TAU | 1-0 | 0-0 | 2-1 | 3-3 | 2-1 | 2-1 | 2-1 | 0-1 | 3-0 |                                                               |